# 克拉侖敦 (德克薩斯州)
克拉侖敦（英語：Clarendon）是一個位於美国德克萨斯州唐利郡的城市。根據2010年美國人口普查，該地共人口2026人，而該地的面積約為7.80平方千米。同時該地也是唐利郡的郡治。

## 地理
克拉侖敦的座標為34°56′11″N 100°53′28″W / 34.93639°N 100.89111°W，而該地的平均海拔高度為833米（即2733英尺）。